# ساهو
ساهو (به هندی: Saaho) یک فیلم اکشن و دلهره‌آور هندی محصول سال ۲۰۱۹ به کارگردانی سوجیت است. این فیلم به‌طور همزمان به زبان‌های تلوگو تلوگو و هندی فیلمبرداری شد و پرابهاس در نقش اصلی، در کنار شرادها کاپور، چانکی پاندی، جکی شروف، آرون ویجی و نیل نیتین موکش بازی می‌کند. این فیلم اولین حضور پرابهاس در سینمای هندی و اولین حضور شرادها کاپور در سینمای تلوگو را نشان می‌دهد. داستان فیلم حول محور دو افسر مخفی است که به دنبال مغز متفکر دزدی ۲۰۰۰ کرور روپیه (معادل ۲۸۴ میلیون دلار) می‌گردند. آنها به زودی متوجه می‌شوند که این پرونده به مرگ یک سرمایه‌دار برجسته تجاری و یک جنگ گروهی در حال ظهور برای کنترل یک کلان‌شهر مرتبط است.

## ساخت
فیلمبرداری در اوت ۲۰۱۷ آغاز شد و فیلمبرداری در هند، امارات، رومانی و اتریش انجام شد.

## انتشار
این فیلم در سینماهای معمولی و آی‌مکس در ۳۰ اوت ۲۰۱۹ اکران شد. این فیلم نقدهای متفاوت تا منفی را از سوی منتقدانی دریافت کرد که برای بازی بازیگران، سکانس‌های اکشن، و فیلمبرداری تحسین کردند، اما فیلمنامه و کارگردانی را مورد انتقاد قرار دادند. ساهو ۴۱۹ کرور روپیه (۵۹٫۵ میلیون دلار) تا ۴۳۹ کرور روپیه (۶۲٫۳۴ میلیون دلار آمریکا) در سرتاسر جهان در مقابل بودجه ۳۵۰ کرور روپیه خود به دست آورد. نسخه تلوگوی فیلم به پرفروش‌تر از حد متوسط تبدیل شد، در حالی که نسخه هندی از نظر تجاری موفق بود، بنابراین به پرفروش‌ترین فیلم هند جنوبی در سال ۲۰۱۹ تبدیل شد.

## بازخوردها
- در وب‌سایت جمع‌آوری نقد فیلم راتن تومیتوز این فیلم بر اساس ۱۲ بررسی با میانگین امتیاز ۳٫۸ از ۱۰، دارای ۸٪ را تایدیه می‌باشد.[۶]
- بالیوود هانگاما ۲٫۵ ستاره از ۵ ستاره به این فیلم داد و نوشت: «ساهو از یک فیلمنامه ضعیف و یک فیلمنامه خالی رنج می‌برد.»[۷]
- ساهو در روز افتتاحیه خود ۱۳۰ کرور (۱۸٫۴ میلیون دلار) فروش در سرتاسر جهان داشت، که دومین فیلم برتر تاریخ یک فیلم هندی است. درآمد خالص آن در هند ۳۰۲ کرور روپیه (۴۲٫۹ میلیون دلار) تا پایان نمایش خود در سینماها بود.